# Khu Islington của Luân Đôn
Khu Islington của Luân Đôn (tiếng Anh: London Borough of Islington) là một khu tự quản Luân Đôn thuộc Nội Luân Đôn. Khu vực này được thành lập vào năm 1965 bằng cách kết hợp lại các khu tự quản thủ đô của Islington và Finsbury. Chính quyền địa phương là Hội đồng Islington.